# Mary Ptikany Lorenge
Mary Ptikany Lorenge (* 1978) ist eine kenianische Langstreckenläuferin, die sich auf den Marathon spezialisiert hat.
2000 siegte sie beim Paderborner Osterlauf auf der Halbmarathonstrecke und wurde jeweils Zweite beim Greifenseelauf und beim Amsterdam-Marathon. 2001 wurde sie Fünfte beim Paris-Marathon, Zweite beim Köln-Marathon und Dritte beim Millennium Marathon Madrid. Nach einem siebten Platz in Paris und einem dritten in Köln 2002 wurde sie 2003 Sechste in Paris.
Im Jahr darauf wurde sie Dritte beim Berliner Halbmarathon und Zweite beim Ruhrmarathon. 2005 gewann sie wie schon im Vorjahr den City – Pier – City Loop. Außerdem siegte sie beim Ruhrmarathon und beim Altötting-Halbmarathon und stellte als Vierte des Frankfurt-Marathons mit 2:29:45 h ihre persönliche Bestzeit auf. Ihre Bestzeit im Halbmarathon erzielte sie im Jahr darauf als Dritte des Berliner Halbmarathons mit 1:09:43. Beim Vienna City Marathon belegte sie den dritten, beim Tokyo International Women’s Marathon den sechsten Rang.
2007 und 2008 gelangen ihr erneut Siege beim Ruhrmarathon. 2007 sicherte sie sich dabei eine Zusatzprämie, da sie, mit einer Vorgabe von 20 Minuten, vor dem männlichen Sieger einlief.
2012 siegte sie beim Belgrad-Marathon und wurde Zweite beim Bukarest-Marathon.